# يانسن بانتير
يانسن بانتير (بالإنجليزية: Jansen Panettiere)‏ هو ممثل أمريكي، ولد في 25 سبتمبر 1994 في الولايات المتحدة.

## أعمال

### أفلام
- (2012) المزور

### مسلسلات
- عائلة إكس

## وصلات خارجية
- يانسن بانتير على موقع IMDb (الإنجليزية)
- يانسن بانتير على موقع ألو سيني (الفرنسية)
- يانسن بانتير على موقع أول موفي (الإنجليزية)
- يانسن بانتير على موقع قاعدة بيانات الأفلام السويدية (السويدية)
- يانسن بانتير على موقع قاعدة بيانات الفيلم (الإنجليزية)
- يانسن بانتير على موقع كينوبويسك (الروسية)